# Stenolophus abstineus
Stenolophus abstineus är en skalbaggsart som beskrevs av Thomas Casey. Stenolophus abstineus ingår i släktet Stenolophus och familjen jordlöpare. Inga underarter finns listade i Catalogue of Life.